# Autrechêne
Autrechêne település Franciaországban, Territoire de Belfort megyében. Lakosainak száma 279 fő (2022. január 1.). Autrechêne Novillard, Brebotte, Bretagne, Charmois, Froidefontaine és Montreux-Château községekkel határos.

## Népesség
A település népességének változása:
| Lakosok száma | 287  | 285  | 291  | 280  | 277  | 277  | 276  | 278  | 279  |
|               | 2013 | 2015 | 2016 | 2017 | 2018 | 2019 | 2020 | 2021 | 2022 |